# Croquembouche

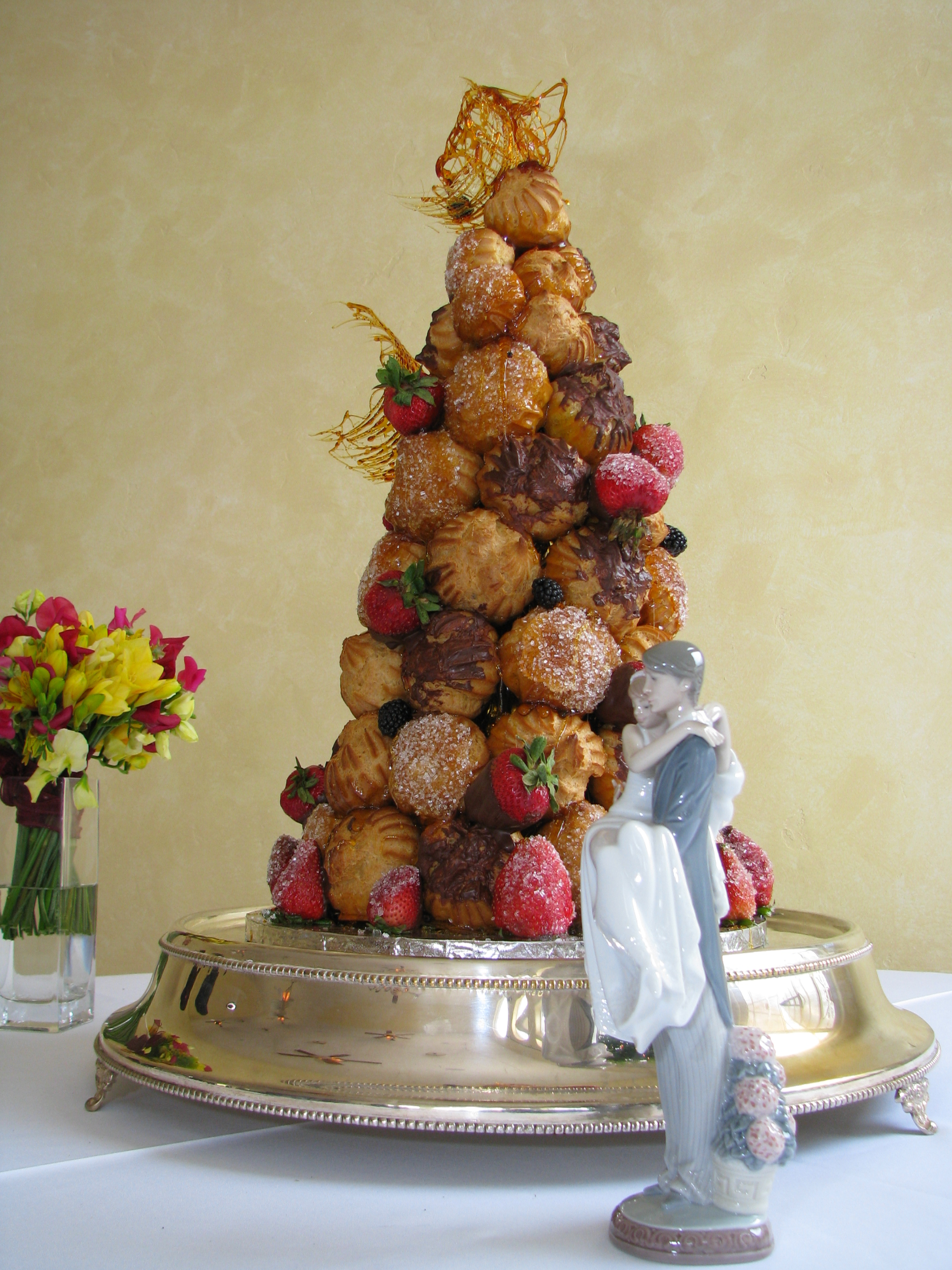
Croquembouche

Croquembouche lub croquenbouche – tradycyjny, francuski „tort” weselny. Składa się on z piramidki ptysiów, zlepionych ze sobą karmelem. Każde ciasteczko wypełnione jest kremem śmietankowym crème pâtissière. Niektóre torty osiągają wysokość nawet 1 metra, a zadaniem państwa młodych jest obcięcie wierzchołka  mieczem. Czasami ptysie mogą mieć pikantne nadzienie.